# 阿斯塔拉區
阿斯塔拉區是阿塞拜疆的一個區，位於該國最南部，東臨裡海，西枕塔雷什山，南界伊朗。面積620平方公里，人口89,600人。首府阿斯塔拉。
阿斯塔拉源自波斯語“‎”，是「行程慢下來的地方」的意思。
1. ↑   (PDF). preslib.az.   [28 February 2021]. （原始内容 (PDF)存档于2021-05-12）.
2. ↑  . stat.gov.az. State Statistics Committee.   [22 February 2021]. （原始内容存档于2020-06-30）.